# Lilium nobilissimum
Lilium nobilissimum es una especie de planta de la familia de las liliáceas. Endémica de la isla de Kuchinoshima en la prefectura de Kagoshima, Japón, crece en los acantilados de la parte suroeste de la isla. En los círculos de cultivo floral, la planta se utilizaba para la producción de lirios orientales verticales. Lilium nobilissimum fue descrito por primera vez como una forma de Lilium japonicum por Tomitaro Makino en 1902; fue elevado a la categoría de especie completa en 1914.
Conocido por los japoneses con el nombre de tamoto-yuri, el nombre puede hacer referencia a las mangas que se usaban para sostener los lirios cuando se cosechaban de su hábitat en el acantilado o que el hábitat nativo estaba cerca de un lugar llamado Tamotogaura (袂ケ浦). Los lirios servían como tributo histórico al Dominio de Satsuma, que regalaba al emperador 12 tallos de la planta cada año. El 7 de septiembre de 1953, el gobierno de la prefectura de Kagoshima lo designó monumento natural.

## Descripción
Lilium nobilissimum es una geófita bulbosa, una planta perenne que se propaga a partir de un órgano de almacenamiento subterráneo.[1] El bulbo de la planta es ovoide o globoso, con escamas blancas o blanco amarillentas. El bulbo tiene un diámetro de 6,5 centímetros (2,6 plg), con dimensiones totales de 5-8 centímetros por 5-8 centímetros (2-3,1 plg x 2-3,1 plg).
Las hojas son enteras con los márgenes lisos y dispersos. Tienen forma ancha-lanceolada, cortamente peciolada, oblonga u ovalada. Las hojas miden alrededor de 18 centímetros (7,1 plg) de longitud, o con dimensiones totales de  18-20 por 4-6 centímetros (7-8 plg x 1,6-2,4 plg). Las hojas tienen de cinco a siete venas, siendo la coloración verde en la parte adaxial, o lado superior, y verde más pálido en la parte abaxial, o lado inferior. El tallo mide 40-70 centímetros (15,7-27,6 plg), de color violáceo o verde claro. Los bulbillos, plantas más pequeñas que crecen a partir del tallo de la planta madre, crecen en las axilas de las hojas. La planta crece hasta una altura de 60-70 centímetros (23,6-27,6 plg).
En una sola planta crecen hasta siete flores que apuntan hacia arriba. Las flores tienen forma de cuenco (cupuliformes) o de trompeta (ampliamente tubulares), con una textura cerosa y un aroma fragante. Los tépalos son de color blanco puro, con un tinte verdoso hacia la base, con unas dimensiones de 12-14 por 3-4 centímetros (4,75-5,5 plg x 1,2-1,6 plg). Los tres interiores son más anchos que los tres exteriores, con los márgenes ligeramente ondulados. La floración ocurre entre julio y septiembre, el gobierno de la prefectura de Kagoshima establece un período de floración más estricto entre finales de junio y julio.
Los estambres son lisos y rectos, los filamentos son verdes, las anteras y el polen amarillos. El estilo es verde, con un estigma ancho. El estigma es de color blanco a verdoso, trilobado (con tres lóbulos) y los lóbulos no se expanden más allá del ápice del estilo. Las semillas experimentan una germinación hipogea retardada, lo que significa que la germinación de las semillas tiene lugar debajo del suelo. El fruto es una cápsula oblonga, con forma de huevo, con 6 surcos profundos y de entre 3-5 centímetros (1,2-2 plg) de longitud.

## Distribución

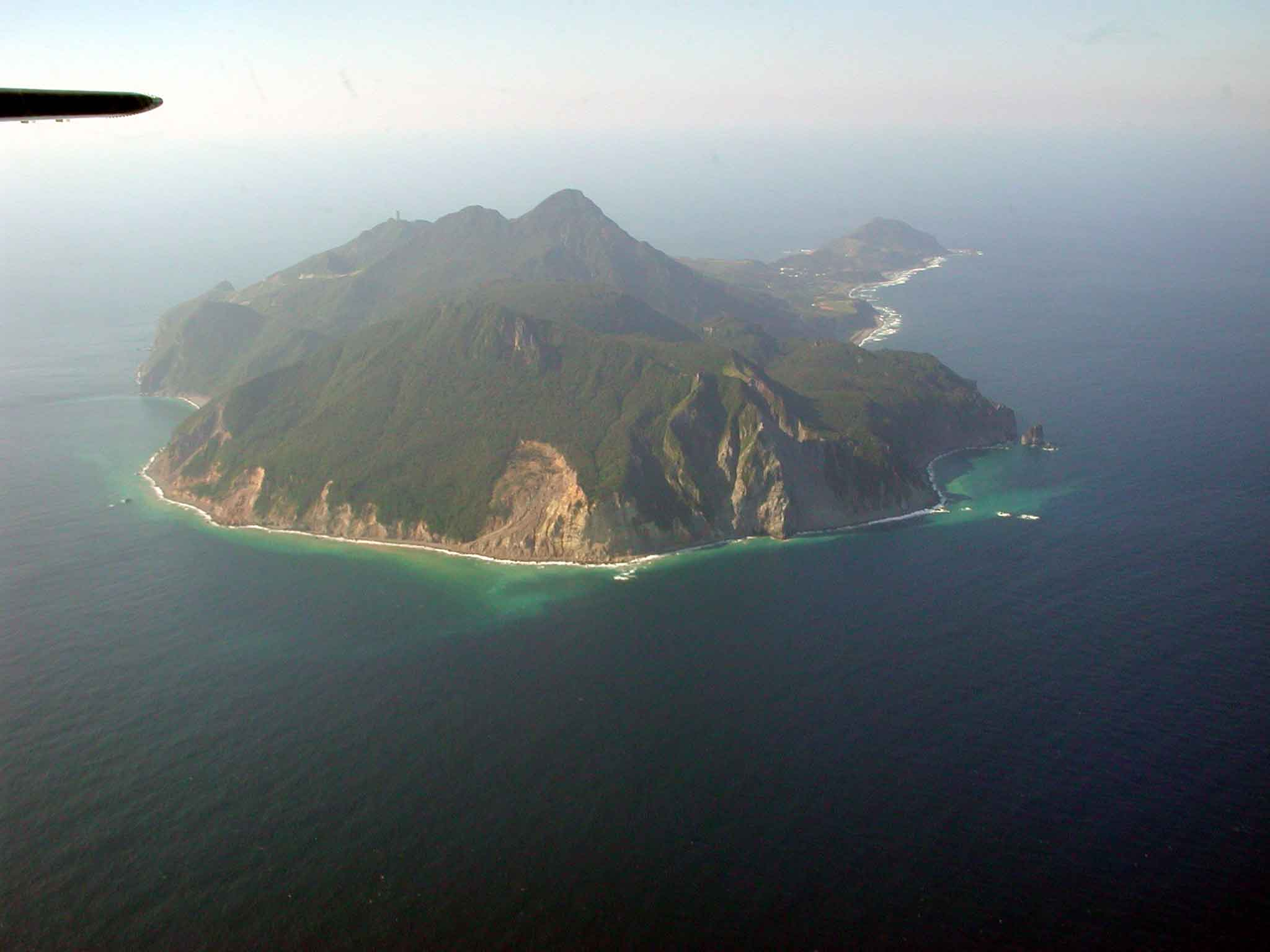
L. nobilissimum se encuentra únicamente en la isla Kuchinoshima.

Lilium nobilissimum se encuentra exclusivamente en Kuchinoshima, en las islas Ryūkyū de Japón (prefectura de Kagoshima). Crece en prados abiertos y acantilados marinos entre elevaciones de 50-200 metros (164-656,2 pies) en la parte suroeste de la isla.

## Taxonomía

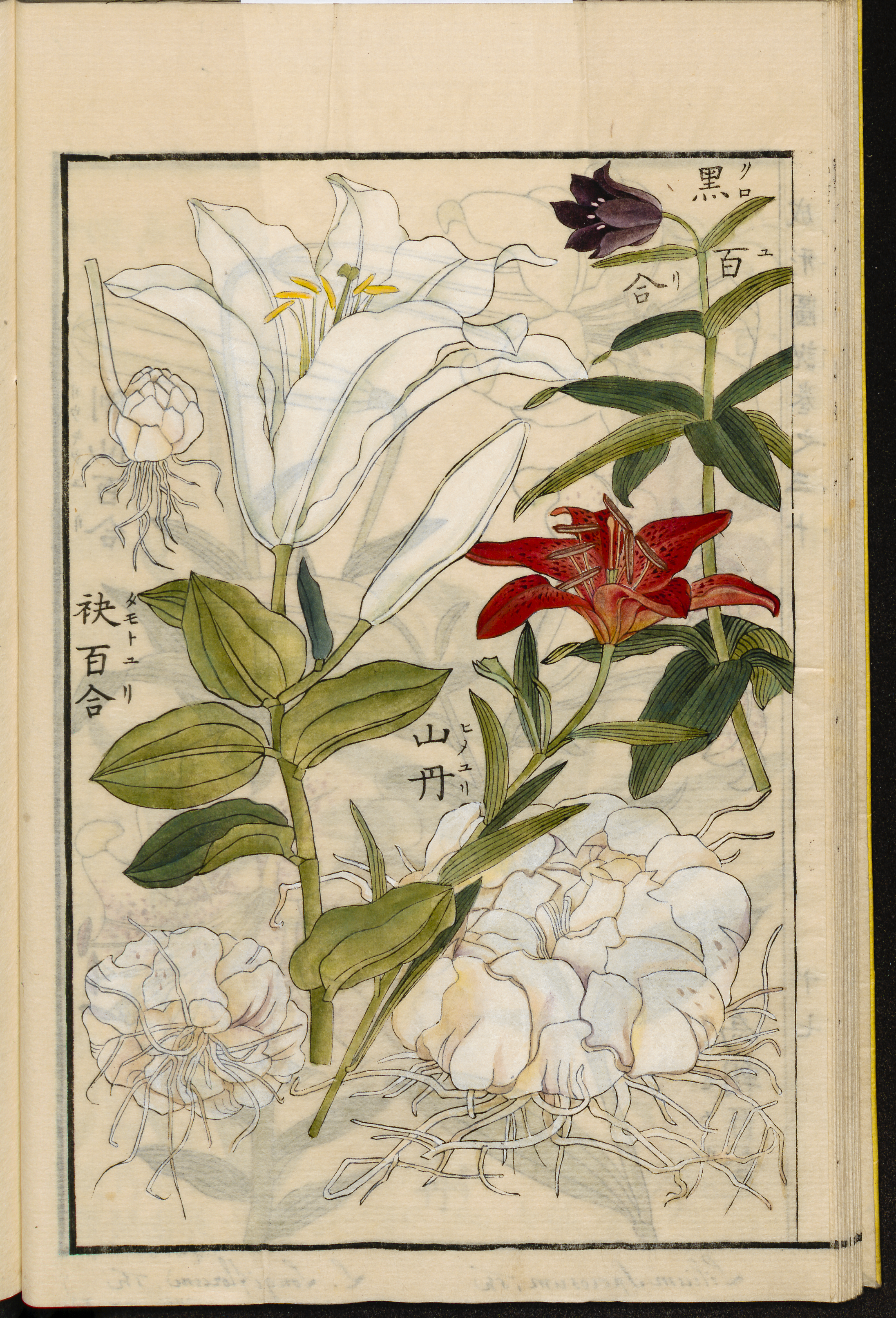
Una ilustración de Lilium nobilissimum etiquetada como tamoto-yuri del Seikei Zusetsu de 1804.

Tomitaro Makino describió por primera vez Lilium nobilissimum como Lilium japonicum var. alexandrae f. nobilissimum en 1902, que luego elevaría al rango de género en 1914. Makino observó varias diferencias entre esta especie y la alexandrae, con tallos más cortos, hojas más ovaladas y menos flores, más erguidas. Ernest Henry Wilson luego combinaría L. nobilissimum y L. japonicum var. alexandrae bajo Lilium longiflorum, afirmando «No entiendo por qué Baker debería haberlo convertido en una variedad de la totalmente diferente L. japonicum Thunb». Arthur Grove agravó el error de Wilson, en sus Lilies, describió una planta que llamó L. alexandrae que fue identificada como una descripción de L. nobilissimum por James Compton. John Coutts, el conservador del Real Jardín Botánico de Kew, planteó L. japonicum var. alexandrae al rango de especie completo, pero siguió el precedente de Wilson al incluir a L. nobilissimum como sinónimo del nuevo L. alexandrae. En su suplemento a la monografía de Elwes, Grove y Cotton incluyeron L. japonicum var. alexandrae, L. longiflorum var. alexandrae y L. ukeyuri bajo L. nobilissimum, fusionando las plantas encontradas en las islas de Uke-shima y Kuchinoshima bajo una sola especie. No fue hasta 1950 cuando Koichiro Wada reconoció los dos géneros como separados, algo que fue reforzado por de Graaff en una publicación para Oregon Bulb Farms.
En Japón, se conoció por primera vez en el ámbito científico a partir de una descripción en el Kadan Chikinsho de 1696. Fue descrito por primera vez como una variedad de ukeyuri en 1902, y luego reconocido como especie independiente en 1914. Una ilustración de página completa realizada por Sekine Untai en 1845 sirvió como referencia y fuente para su nombre.
Los estudios moleculares sobre Lilium nobilissimum mostraron que Lilium alexandrae era un taxón hermano dentro de un clado no resuelto en la secta Lilium . Archelirion, junto con L. auratum, L. rubellum, L. auratum var. platyphyllum y L. speciosum var. clivorum.

## Interacciones humanas
El Lilium nobilissimum se utiliza a menudo en el cultivo floral para la producción de lirios orientales verticales con colores intensos. Las plantas se exhibieron por primera vez ante un público hortícola occidental en 1954, durante la exposición de la North American Lily Society celebrada en Canadá. Las plantas no son resistentes al invierno, por lo que es mejor cultivarlas en un invernadero fresco y son susceptibles a la infección por Fusarium. La luz solar intensa puede provocar quemaduras en las hojas y la lluvia puede dejarlas susceptibles a la infección por Botrytis.
Durante el período Edo, el Dominio de Satsuma le regalaba al emperador 12 tallos de L. nobilissimum cada año. La información sobre la planta se mantuvo oculta a los forasteros, habiéndose señalado únicamente que se cultivaba en una isla del sur. Conocido como el «lirio fragante», en un momento dado, el lirio fue sobreexplotado tras la ocupación de Japón y se extinguió en estado silvestre. Las islas Tokara quedaron pobres después de la guerra y los contrabandistas llegaban a la isla ofreciendo precios altos por los bulbos de lirio. Los isleños reaccionaban recogiendo los lirios tanto como podían, y los jóvenes llevaban cajas de almuerzo y las llenaban cada una con cuarenta o cincuenta bulbos de lirio. El lirio sobrevivió gracias a semillas que fueron guardadas por entusiastas, y los lugareños y los investigadores de la Universidad de Nagasaki ahora están llevando a cabo un programa de replantación para asegurar la supervivencia continua de la especie. Hay quienes creen que la cepa actual de L. nobilissimum difiere del tipo salvaje.
El 7 de septiembre de 1953, el gobierno de la prefectura de Kagoshima lo designó monumento natural. Allí se le llama con el nombre de tamoto-yuri. entre otros nombres como temochi-yuri y tamotsu-yuri. Hay dos teorías sobre cómo el lirio recibió su nombre, una es que debido a que su hábitat nativo son los acantilados escarpados, la única forma de transportarlos de manera confiable a casa era colocando los bulbos en las bolsas de las mangas de sus kimonos (袂, tamoto ) mientras escalaban los acantilados marinos, y la otra era que el hábitat nativo estaba cerca de un lugar llamado Tamotogaura (袂ケ浦). Otra historia cuenta que un guerrero Heike derrotado trajo a casa en secreto una flor de la planta en su manga.